# 루나르 알렉스 루나르손
루나르 알렉스 루나르손 (Rúnar Alex Rúnarsson, 1995년 2월 18일 ~ )는 아이슬란드의 축구 선수이며, 코펜하겐에서 골키퍼로 뛰고 있다. 그의 아버지는 루나르 크리스틴손으로 아이슬란드 축구 국가대표팀에서 104경기를 뛴 전 축구 선수이다.
2020년 9월 21일 아스널은 루나르 알렉스 루나르손의 영입을 발표했다. 계약 기간은 4년이다.